# Гуреев (хутор)
Гуреев — хутор в Дубовском районе Ростовской области.
Административный центр Гуреевского сельского поселения.

## История
Согласно Списку населённых мест Области Войска Донского в 1873 году хутор Гуреев относился к юрту станицы Верхне-Курмоярской, входившей во Второй Донской округ Области Войска Донского. В хуторе имелось 107 дворов, проживало 369 душ мужского и 393 женского пола.
Согласно Алфавитному списку населённых мест области войска Донского 1915 года издания хутор Гуреев относился к юрту станицы Атаманской, в хуторе имелось 229 дворов, Никольская церковь, приходское училище, проживало 793 души мужского и 783 душ женского пола.
В результате Гражданской войны население хутора уменьшилось. В данных Всесоюзной переписи населения 1926 года населённый пункт значится как станица Гуреевская. Станица являлась центром Гуреевского сельсовета Дубовского района Сальского округа Северо-Кавказского края. В станице проживало 1111 великороссов и 87 белоруссов.

## География
Хутор расположен в степи на южном склоне одного из отрогов западной покатости Ергенинской возвышенности, относящейся к Восточно-Европейской равнине, на правом берегу реки Сал, между хутором Лопатин и станицей Андреевской, на высоте — 55 метров над уровнем моря. Рельеф местности холмисто-равнинный, осложнён балками и оврагами. Почвы тёмно-каштановые.
По автомобильным дорогам расстояние до областного центра города Ростова-на-Дону составляет 370 км, до районного центра села Дубовское — 44 км. К хутору имеется подъезд (7 км) от региональной автодороги Заветное — Дубовское.
Для хутора, как и для всего Заветинского района характерен континентальный, засушливый климат, с жарким летом и относительно холодной и малоснежной зимой (согласно классификации климатов Кёппена — Dfa). Среднегодовая температура положительная и составляет + 9,2 °C. Средняя температура самого жаркого месяца июля + 24,3 °C, самого холодного месяца января — 5,5 °C. Расчётная многолетняя норма осадков — 376 мм. Наибольшее количество осадков выпадает в июне — 42 мм, наименьшее в марте и октябре (по 24 мм).
Часовой пояс
Гуреев, как и вся Ростовская область, находится в часовой зоне МСК (московское время). Смещение применяемого времени относительно UTC составляет +3:00.

### Улицы
| - пер. Братский, - пер. Мирный, - пер. Северный, - ул. Восточная, - ул. Заречная, | - ул. Кооперативная, - ул. Молодёжная, - ул. Придорожная, - ул. Садовая, | - ул. Сальская, - ул. Солнечная, - ул. Цветочная, - ул. Школьная. |

## Население
Динамика численности населения
| 1859 | 1873 | 1897 | 1915 | 1926 |
| ---- | ---- | ---- | ---- | ---- |
| 372  | 762  | 1249 | 1576 | 1223 |

| 1989 | 2002 | 2010 |
| ---- | ---- | ---- |
| 905  | ↘874 | ↘844 |